# Juan Soldevilla y Romero
Juan Soldevilla y Romero, španski rimskokatoliški duhovnik, škof in kardinal, * 29. oktober 1843, Fuentelapeña, † 4. junij 1923.

## Življenjepis
28. december 1867 je prejel duhovniško posvečenje.
14. februarja 1889 je bil imenovan za škofa Tarazone in 28. aprila istega leta je prejel škofovsko posvečenje.
16. decembra 1901 je postal nadškof Zaragoze.
15. decembra 1991 je bil povzdignjen v kardinala in imenovan za kardinal-duhovnika S. Maria del Popolo.